# Панчишкина, Клавдия Григорьевна
Клавдия Григорьевна Панчишкина (17 марта 1921, хутор Верхнесолоновский, Царицынская губерния, Царицынская губерния — 12 ноября 1942, Нижний Чир, Сталинградская область) — участница Сталинградской битвы, боец партизанского отряда Нижне-Чирского района «За Родину», секретарь Нижне-Чирского подпольного райкома комсомола, увековечена мемориальной плитой на Большой братской могиле Мемориального комплекса «Героям Сталинградской битвы».

## Молодость
Окончив в станице Нижне-Чирской 7 классов, Клавдия Григорьевна поступила в Дубовское педагогическое училище, на отделение учителя начальных классов, где и училась в 1939—1940 годах. По окончании педучилища, Клавдия Григорьевна была распределена в совхоз «Выпасной» Котельниковского района Сталинградской области. Вскоре она стала заведующей школой в хуторе Караичев. Клавдия Григорьевна активно участвовала в жизни хутора. Совмещала работу секретаря комсомольской организации колхоза с должностью старшего агитатора.
По семейным обстоятельствам Клавдия Григорьевна переехала в Нижне-Чирскую, где сначала работала секретарём в артели «Борец», а затем учительницей начальной школы совхоза «Красная Звезда».

## Участие в Сталинградской битве
С началом Великой Отечественной войны Нижне-Чирской райком партии направил Клавдию Григорьевну на должность замполита по комсомолу в Задонскую МТС. С приближением врага Задонская МТС была эвакуирована.
26 июля 1942 части 51-го немецкого армейского корпуса захватили Нижне-Чирскую. В станице развернула активную работу «Абвергруппа 304» — контрразведывательное подразделение абвера. Здание военкомата на улице Первомайской в райцентре заняли немецкая комендатура и жандармерия. В помещениях бывшего райисполкома и начальной школы разместился отдел тайной немецкой полиции (гестапо), в здании детской поликлиники — штаб 6-й армии Паулюса.
Сразу после прихода немцев в Нижне-Чирской и прилегающем районе был организован 910-й партизанский отряд «За Родину» во главе с коммунистом Павлом Воскобойниковым. Сталинградский обком комсомола на базе партизанского отряда сформировал подпольный райком комсомола, который возглавила Клавдия Григорьевна Панчишкина. Перед подпольным райкомом были поставлены следующие задачи: неустанно проводить разъяснительную работу среди населения о «лживости гитлеровской пропаганды», вести разведку, устраивать диверсии, собирать и передавать данные о полиции и вражеской технике.
Для работы в подполье Клавдия Ивановна взяла псевдоним «Аня», а для связи с обкомом пароль «Земля». В приметах указывалось: рост — средний, блондинка, глаза серые.

### Работа в партизанском отряде
В Нижне-Чирской партизанский отряд входило 26 человек. За время деятельности отряд уничтожил 56 немецких солдат и офицеров, ранил более 70 человек, подорвал вражеский тягач, две автомашины с боеприпасами, постоянно нарушал телефонную связь. Клавдия Григорьевна по заданию командования отряда неоднократно ходила в разведку, закладывала мины на дорогах, расклеивала листовки в оккупированных селах. Участвовала во взрыве моста через реку Дон и железнодорожного полотна между станцией Чир и разъездом Рычковский. Вместе с товарищами по подполью Раисой Демидой и Тамарой Артемовой собирали разведданные и передавали их советским войскам по рации, ракетами указывали места скопления вражеской техники, распространяли листовки среди местного населения. Кроме участия в боевых мероприятиях, Клавдия Панчишкина занималась распространением информации о состоянии дел на фронте и преступлениях оккупантов на захваченной территории, как расстрел воспитанников Нижне-Чирского детского дома.
1 сентября 1942 года в детский дом явились двое гитлеровских офицеров и приказали собрать детей к отправке, указав, что «продуктов им не нужно, поедут недалеко». На двух грузовиках воспитанники были вывезены в неизвестном направлении. Позже стало известно, что 47 детей в возрасте от 4 до 16 лет были расстреляны в нескольких километрах от станицы.
После нападения участников отряда на склад военного имущества в хуторе Средне-Садовском «Абвергруппа 304» активизировала свою деятельность и 12 ноября 1942 Клавдия Григорьевна (а также Тамара Артёмова и Раиса Демида) была арестована и после пыток расстреляна на окраине станицы Нижне-Чирская.

## Расследование провала
Сразу после освобождения началось следствие по делу гибели Нижне-Чирского подполья. Сейчас существует несколько версий провала подпольщиков:
- Из показаний начальника районной полиции Копцева, его сына (полицая в ст. Нижне-Чирской), Георгия Родина (помощника старосты) и Попова Александра (сотрудника комендатуры) было выяснено, что Клавдию Григорьевну Панчишкину и её подруг выдала Мануйлова Евдокия.
- Из материалов, ныне хранящихся в архиве УФСБ по Волгоградской области, следует, что подпольщиц выдал житель хутора Зимовной, некий Паршин (во время оккупации бакенщик на Дону).

## Память
Весной 1943 было найдено место тайного захоронения подпольщиц. При строительстве Цимлянского водохранилища и угрозе затопления их тела были перезахоронены в братской могиле в центре станицы Нижне-Чирская.
В посёлке Нижний Чир, на территории интерната, Клавдии Григорьевне Панчишкиной установлен памятник. Клавдия Григорьевна посмертно награждена орденом Ленина и медалью «За оборону Сталинграда» (1.2.1944). На Мамаевом кургане установлена памятная мраморная плита с её именем. Одна из улиц Красноармейского района Волгограда с 1954 года носит её имя. Одна из улиц хутора Верхнесолоновский носит имя Клавы Панчишкиной

## В литературе
- В 1952 году в волгоградском издательстве вышла дебютная повесть «Разведчица Клавдия Панчишкина» советского писателя Фёдора Самохина[8][9].